# Vicente Guerrero (östra Salto de Agua kommun)
Vicente Guerrero är en ort i Mexiko.   Den ligger i kommunen Salto de Agua och delstaten Chiapas, i den sydöstra delen av landet, 800 km öster om huvudstaden Mexico City. Vicente Guerrero ligger 88 meter över havet och antalet invånare är 746.
Terrängen runt Vicente Guerrero är varierad. Runt Vicente Guerrero är det ganska tätbefolkat, med 54 invånare per kvadratkilometer. Närmaste större samhälle är Belisario Domínguez, 12,9 km nordost om Vicente Guerrero. Trakten runt Vicente Guerrero består till största delen av jordbruksmark.